# Leonard Susskind
Leonard Susskind [léonard sáskind], ameriški fizik in kozmolog, * 1. januar 1940, New York, New York, ZDA.

## Življenje
Susskind se je rodil v revni judovski družini v Južnem Bronxu. Najprej je delal kot inštalater, da je lahko skrbel za bolnega očeta. Pozneje se je vpisal na Mestni kolidž New Yorka kot študent strojništva. Diplomiral pa je iz fizike v letu 1962, čeprav je njegov oče želel, da bi postal farmacevt. Pozneje se je vpisal na Univerzo Cornell, kjer je doktoriral leta 1965. Delal je na Univerzi Yeshiva od 1966 do 1970. Kasneje je odšel na Univerzo v Tel Avivu. Bil je tudi profesor fizike na Univerzi Stanford.

## Delo
Susskind je bil eden izmed najmanj treh fizikov, ki so neodvisno odkrili, da se lahko model dvojne resonance pri močni interakciji, ki jo je odkril italijanski fizik Gabriele Veneziano, opiše s kvantno mehanskim modelom strun. Področja njegovega delovanja so teorija superstrun, kvantna teorija polja, kvantna statistična mehanika in kvantna kozmologija.
Znan je tudi po dvajset let dolgi debati (znana kot Susskind-Hawkingova bitka) z angleškim fizikom, astrofizikom, matematikom in kozmologom Stephenom Hawkingom o delovanju črnih lukenj. Leta 2013 je skupaj s fizikom Maldaceno predlagal domnevo ER = EPR.

## Priznanja

### Nagrade
Prejel je nagrado Sakurai. Leta 2008 je skupaj z Okunom prejel Pomerančukovo nagrado za teoretično fiziko.

## Predavanja
Skupina predavanj o modernih osnovah fizike, ki jih je imel Susskind, je dosegljivih tudi na internetu z uporabo iTunes na »Stanford na iTunes«  in YouTube na »StanfordUniversity's Channel« . Predavanja so namenjena za splošno uporabo in za študente. 
Na razpolago so naslednja predavanja (vsa v angleščini)
- Klasična mehanika (iz leta 2007) iTunes Arhivirano 2010-08-11 na Wayback Machine.,  YouTube
- kvantna mehanika (zima 2008) iTunes Arhivirano 2008-12-29 na Wayback Machine.,  YouTube
- posebna relativnostna teorija (pomlad 2008) iTunes Arhivirano 2010-03-23 na Wayback Machine.,  YouTube
- splošna teorija relativnosti (iz leta 2008) iTunes Arhivirano 2010-03-23 na Wayback Machine.,  YouTube
- kozmologija (zima 2009) iTunes Arhivirano 2010-03-24 na Wayback Machine., YouTube
- statistična mehanika (pomlad 2009) iTunes Arhivirano 2010-01-21 na Wayback Machine.,  YouTube
- fizika delcev: osnovni principi (iz leta 2009) iTunes Arhivirano 2010-04-01 na Wayback Machine.,  YouTube
- fizika delcev: standardni model (zima 2010) iTunes[mrtva povezava], YouTube
- fizika delcev: supersimetrija, veliko poenotenje, teorija strun (pomlad 2010) iTunes[mrtva povezava]

#### Predavanja iz kvantne mehanike
- iz leta 2006 iTunes Arhivirano 2008-04-18 na Wayback Machine.,  YouTube
- pomlad 2007 iTunes Arhivirano 2010-01-28 na Wayback Machine.,  YouTube